# (13126) Calbuco
(13126) Calbuco est un astéroïde de la ceinture principale.

## Description
(13126) Calbuco est un astéroïde de la ceinture principale. Il fut découvert le 10 août 1994 à La Silla par Eric Walter Elst. Il présente une orbite caractérisée par un demi-grand axe de 2,52 UA, une excentricité de 0,08 et une inclinaison de 2,3° par rapport à l'écliptique.

## Compléments